# Burn It Down (canção de Linkin Park)
"Burn It Down" (estilizada em letras maiúsculas) é uma canção gravada pela banda norte-americana de rock Linkin Park, contida em seu quinto álbum de estúdio, Living Things. Foi escrita por Chester Bennington e Mike Shinoda, sendo produzida pelo último em conjunto com Rick Rubin. A sua gravação ocorreu em fevereiro de 2012 nos NRG Recording Studios em Los Angeles, Califórnia. Inicialmente nomeada "Buried at Sea" em sua versão demo, a faixa foi lançada em formato digital e enviada para as rádios modern rock norte-americanas em 16 de abril de 2012 pelas gravadoras Warner Bros. e Machine Shop, servindo como o primeiro single do disco. Foi posteriormente promovida através de um jogo de corrida chamado Linkin Park GP, desenvolvido pela banda em parceria com a Lotus F1.
Musicalmente, "Burn It Down" contém elementos dos gêneros rap rock e rock alternativo, tratando-se de uma obra de rock eletrônico. Segundo Shinoda, o significado de seu conteúdo lírico está aberto a múltiplas interpretações. Em termos críticos, o tema acabou por receber comentários positivos da maioria dos analistas, que notaram "um sentimento familiar que lembra os dias de Hybrid Theory" e seu estilo "dançável". Muitos elogiaram os versos de Shinoda, entretanto alguns notaram sua participação como irrelevante. No campo comercial, chegou ao topo na Polônia, posicionando-se entre as dez melhores na Alemanha, Áustria e Japão. Nos Estados Unidos, alcançou a 30.ª posição na Billboard Hot 100, obtendo um disco de platina triplo pela Recording Industry Association of America (RIAA).
O videoclipe correspondente foi dirigido por Joe Hahn e filmado em Los Angeles durante março de 2012. A produção estreou em 24 de maio do mesmo ano na MTV, e no dia seguinte, foi disponibilizada no canal da banda no YouTube. Bennington comentou que a banda queria "capturar um tipo de elemento vivo", muito semelhante ao modo como poderiam apresentar a faixa ao vivo. O material recebeu duas indicações para o MTV Video Music Awards de 2012 nas categorias de Melhor Vídeo de Rock e Melhores Efeitos Especiais, mas acabou perdendo ambas para trabalhos do Coldplay e de Skrillex respectivamente. Em 17 de maio de 2012, a canção foi apresentada ao vivo pela primeira vez em um show organizado pela estação de rádio KROQ. Mais tarde, apresentaram-se em eventos como Billboard Music Awards, MTV Video Music Awards Japan e American Music Awards.

## Antecedentes e composição

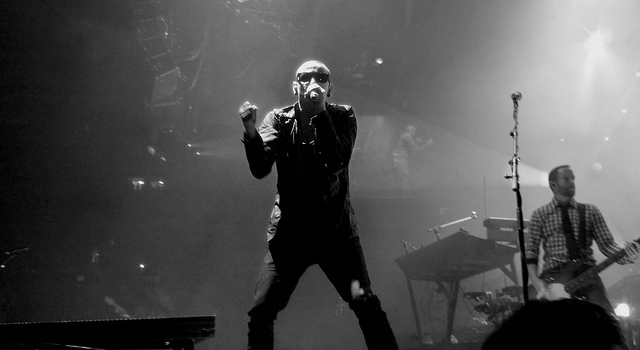
Linkin Park durante uma apresentação da A Thousand Suns Tour em 2011.

"Burn It Down" foi escrita por Chester Bennington e Mike Shinoda, tendo sua produção musical realizada pelo último juntamente com Rick Rubin. A canção foi gravada em fevereiro de 2012 nos NRG Recording Studios, localizados em Los Angeles, na Califórnia. Durante as sessões de gravação, o seu título de trabalho era "Buried at Sea", mas depois a banda decidiu alterá-lo para "Burn It Down". Bennington e Shinoda começaram a composição de Living Things enquanto ainda estavam em turnê promovendo o seu antecessor, A Thousand Suns. Em julho de 2011, numa entrevista à revista Rolling Stone, Bennington comentou dizendo: "Mike e eu estamos em nossos estúdios de gravação. [...] Estamos trabalhando em novas canções enquanto saímos de carro a caminho do hotel e também quando estamos em casa". Na mesma conversa, ele disse que a banda tinha a intenção de lançar um álbum a cada dezoito meses e ficaria muito surpreso se não publicassem o sucessor de A Thousand Suns ainda em 2012.
Sucedendo "In My Remains" e precedendo "Lies Greed Misery", o tema é a terceira faixa do disco, possuindo uma duração de três minutos e cinquenta segundos (3:50). Musicalmente, é uma canção de rock eletrônico que contém elementos do rap rock e rock alternativo, apresentando um ritmo de 112 batidas por minuto em seu andamento. Ao explicar através de entrevista o motivo de sua escolha como o primeiro single de Living Things, Bennington disse que a obra representava tudo o que eles queriam alcançar com o projeto, "uma combinação forte do passado da banda com o seu presente eletrônico". Ele também comentou que a canção "tinha muita energia e uma melodia eletrônica muito forte e se destacava das outras [no disco]". Em entrevista para a estação de rádio KROQ em Los Angeles, Shinoda explicou o significado de "Burn It Down", dizendo que poderia ser aberto a múltiplas interpretações:
| “ | É como o que acontece na cultura pop, onde eles criam alguém para ser a próxima 'ótima descoberta', e acabam destruindo-o no final do dia, e nós vivemos isso. Então eu acho que há muita energia pessoal que entrou na conexão dessa história. | ” |

## Lançamento e divulgação
A data de lançamento do single inicial de Living Things foi anunciada em 28 de março de 2012 por Mike Shinoda em seu Twitter. Ele também fez o anúncio por meio de um vídeo publicado pelo canal do Linkin Park no Youtube. Dias antes de seu lançamento, uma pré-visualização de trinta segundos de "Burn It Down" foi lançada no site da estação de rádio canadense CHDI. Em 5 de abril, foi lançada uma série de quebra-cabeças deslizantes no site oficial da banda para desbloquear trechos da canção. O último quebra-cabeça foi concluído em 11 do mesmo mês e mostrava de forma desorganizada a arte da capa do disco. Em outro jogo lançado, a imagem foi finalmente revelada. A obra foi oficialmente liberada em 16 de abril daquele ano através da Warner Bros. Records e da Machine Shop Recordings. Mais tarde, a banda se juntou à equipe da Lotus F1 para criar um aplicativo de iPad do gênero corrida chamado Linkin Park GP, onde os jogadores poderiam dirigir uma Lotus E20 e interagir com um ambiente que os permitiria criar um remix do tema, além de ampliar as seções individuais da canção; o jogo foi lançado em 24 de maio de 2012. "Burn It Down" ainda integrou o conteúdo baixável no Linkin Park Pack 02 do jogo musical Rock Band 3, o qual foi lançado em 4 de setembro, incluindo "Breaking the Habit" (2004), "Shadow of the Day" (2007) e "New Divide" (2009).

### Apresentações ao vivo

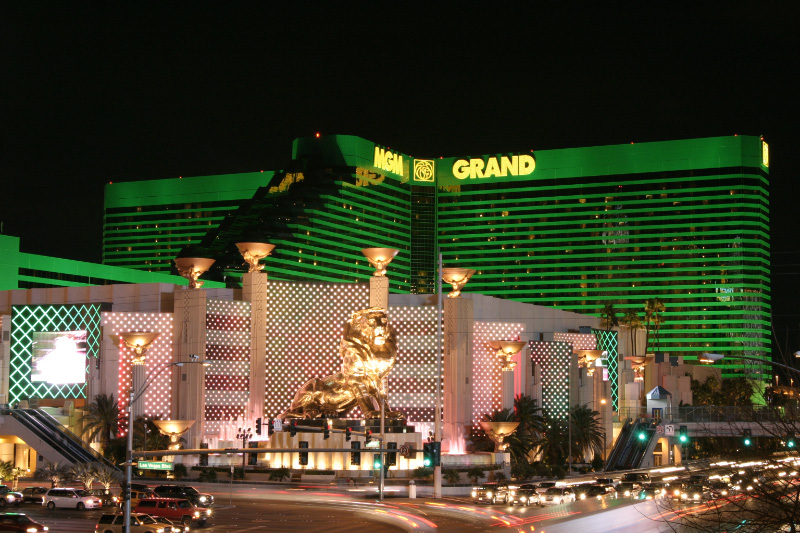
A primeira apresentação televisionada de "Burn It Down" ocorreu durante os Billboard Music Awards de 2012, no MGM Grand Las Vegas.

A banda apresentou "Burn It Down" pela primeira vez num show organizado pela rádio KROQ, em Pasadena, Califórnia, ocorrido em 17 de maio de 2012; tocaram afrente de cerca de cem pessoas, tendo também "New Divide", "Given Up", "Papercut", "Waiting for the End" e "Faint" no repertório. No dia seguinte, realizaram uma apresentação íntima e exclusiva para membros do LP Underground, fã-clube oficial da banda, na qual a canção esteve presente, que aconteceu no House of Blues de Los Angeles, Califórnia. Dois dias depois, tocaram "Burn It Down" durante a edição daquele ano dos Billboard Music Awards, sendo esta a primeira apresentação da faixa transmitida pela televisão. No tapete vermelho da cerimônia, um repórter da revista The Hollywood Reporter entrevistou Shinoda, que revelou a apresentação naquela noite como "quase como uma prévia do que será o vídeo [musical]". Ao decorrer do mesmo ano, a faixa ainda foi interpretada com "Numb" e "Lies Greed Misery" para a versão japonesa dos MTV Video Music Awards.
Com o objetivo de intervir num debate dinâmico sobre o poder da música, jogos e redes sociais e de abordar alguns dos desafios mais prementes da sustentabilidade global, em 19 de junho, a banda participou do Rio+Social na Barra da Tijuca, Rio de Janeiro. O baixista David Farrell comentou sobre a questão: "Acreditamos que os jovens hoje são cidadãos do mundo e estão melhor conectados e informados do que qualquer outra geração. [...] Rio+Social é uma oportunidade histórica que permite que os jovens participem da discussão global sobre questões críticas, como a sustentabilidade global de uma maneira que não era possível antes". Neste evento, a banda fez uma apresentação dedicada ao movimento Power the World, onde performaram "Burn It Down" e canções de materiais anteriores. Apresentaram-se em 29 de junho no X Games, e "Burn It Down" fazia parte da listagem. Também a apresentaram no talk show Jimmy Kimmel Live!, junto com "Lies Greed Misery", "New Divide" e "Faint". Em 22 de setembro, "Burn It Down" foi tocada com "Lost in the Echo" e sucessos anteriores numa aparição no iHeartRadio Music Festival. Por fim, em 18 de novembro, a banda a tocou no American Music Awards.

## Recepção da crítica
| Críticas profissionais | Críticas profissionais |
| Avaliações da crítica  | Avaliações da crítica  |
| Fonte                  | Avaliação              |
| ---------------------- | ---------------------- |
| ArtistDirect           | [ 28 ]                 |
| Billboard              | (misto)                |
| Loudwire               | (positivo)             |
| PopDust                | (misto)                |
| Rolling Stone          | [ 32 ]                 |
| Spin                   | (positivo)             |

A canção foi bem recebida pela maioria dos críticos especializados. Escrevendo para a Rolling Stone, Nick Catucci comentou: "Chester Bennington descomprime, mais uma vez, a sua propensão para ferrar as coisas. Antes de se concentrar no uivo e angústia exigido por um refrão do Linkin Park, Bennington oferece um dos seus mais belos versos". O analista também mencionou que a banda "[abraçou] de fato a música eletrônica". Rick Florino, do site ArtistDirect, pontuou "Burn It Down" com o máximo de cinco estrelas e a nomeou como "uma das faixas mais incendiárias de 2012". Reconhecendo a canção como "um clássico" da banda, o crítico também elogiou os versos de Bennington e o ritmo de "arrogância dançável" da bateria de Rob Bourdon, além de destacar a parte vocal de Mike Shinoda, descrevendo-a como "um vigoroso golpe lírico" na linha "I played soldier, you played king". "Shinoda exerce a delicadeza de um lutador quando está atrás do microfone e seu rap é ainda mais poderoso do que nunca".
Em uma resenha faixa-por-faixa de Living Things, a Billboard chamou os versos de rap de Shinoda como "mancados", mas elogiou os vocais de Bennington, dizendo que "atravessam de certa forma, a sua verdadeira identidade". Segundo Chris Martins, da revista Spin, a obra é "seca mas ainda boa e o pulso das guitarras e sintetizadores estão irreparavelmente juntos". O portal AOL Radio classificou-a em 2012 como a melhor faixa de rock e a segunda melhor do gênero alternativo, citando o tema como "um exemplo perfeito de como o Linkin Park conseguiu se manter relevante e se tornar uma das bandas de rock mais populares de hoje".
A editora da revista Loudwire, Anne Erickson observou em "Burn It Down" a presença de uma nova fase sonora do grupo, entretanto "ao mesmo tempo há um sentimento familiar que se remonta aos dias de Hybrid Theory". Erickson enalteceu ainda os vocais de Bennington e Shinoda, dizendo que "a canção está dominada por ritmos, riffs e raps, mergulhada num mar de uma atmosfera eletrônica". Andrew Unterberger, da PopDust, foi menos favorável em sua opinião, admitindo que a faixa é um "digno sucessor" dos carro-chefes "What I've Done" (2007) e "The Catalyst" (2010), no entanto, depreciou os versos de Shinoda: "A única parte em que a canção realmente está com problemas é com os versos de Mike Shinoda. [...] Suas letras medíocres não estão ajudando, é triste ver o subestimado Shinoda perder a sua importância na banda". Mais negativo em sua análise, Jeff Sorensen, da The Huffington Post, acabou comentando: "O começo de 'Burn It Down' não faz sentido. Nada se junta e são apenas palavras. É como se estivessem folheando um dicionário e colocando alguns riffs de guitarra de baixa qualidade por cima".

## Videoclipe

A cena final do videoclipe da canção mostra os membros da banda realizando algo próximo de um Mannequin Challenge.

As filmagens do vídeo musical acompanhante de "Burn It Down" aconteceram em Los Angeles, Califórnia, em março de 2012. No final do mês, o baixista da banda confirmou através de seu Twitter que o DJ Joe Hahn seria o diretor da produção. Um dia antes ao lançamento digital da faixa, o canal do Linkin Park no YouTube publicou um vídeo com a letra da canção. Antes de sua liberação, o videoclipe poderia ser visto mediante uma solicitação promocional que ocorreu durante o período das eliminatórias da NBA em 2012, na qual canção foi utilizada. Em conversa para a MTV, o vocalista Bennington notou a semelhança do material em relação as apresentações ao vivo da banda: "Estamos realmente tentando capturar um tipo de elemento vivo, simplesmente, tocando 'Burn It Down', muito parecido com a forma como podemos apresentá-lo ao vivo".
A estreia do vídeo musical aconteceu pela MTV em 24 de maio de 2012, e um dia depois já estava disponível no canal da banda no YouTube. A recepção em torno do material foi positiva, com Perri Tomkiewicz, da Billboard, dizendo: "Embora não tenha qualquer argumento coerente ou narrativo, este vídeo não convencional enfoca um aspecto visual completamente sintético, mostrando apenas a banda em uma sala eletricamente carregada". Concluindo, ele comentou que "[a produção] é simples, porém impressionante". James Montgomery opinou pela MTV: "Cheio de vanguarda, efeitos digitais, é um vídeo levado ao limite absoluto. [...] Quando os membros da banda explodiram em chamas, você não pode parar de se perguntar se eles acabam espontaneamente queimando". Childers Chad, da Loudwire, descreveu-o como "uma performance não muito padrão, com os membros da banda em uma sala sufocante cheia de luz e energia que vai se intensificando à medida que o vídeo progride".

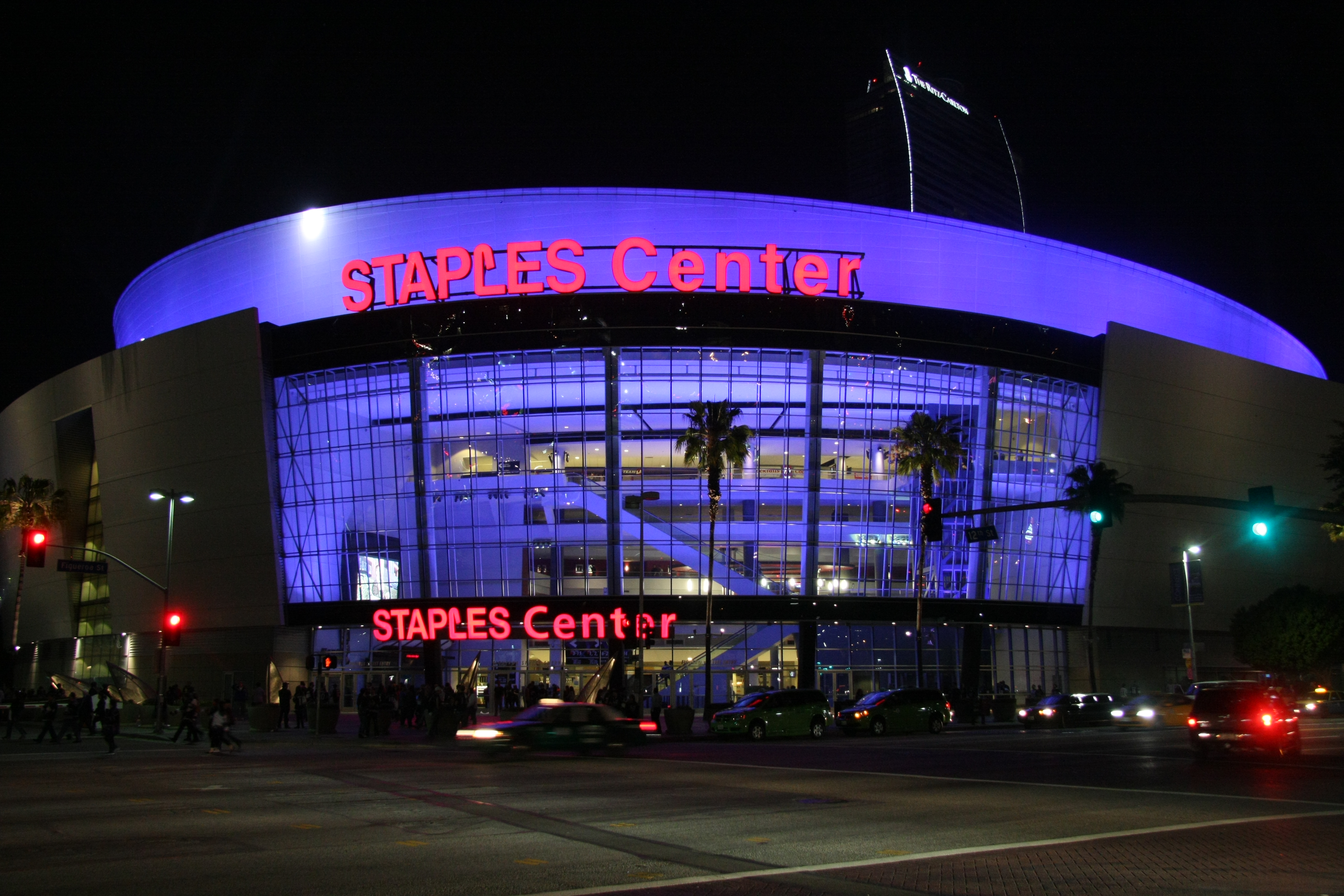
O videoclipe de "Burn It Down" recebeu duas indicações para o MTV Video Music Awards de 2012, realizado no Staples Center em Los Angeles.

O videoclipe recebeu duas indicações para a edição de 2012 do MTV Video Music Awards, que foi realizado no Staples Center em Los Angeles. A primeira à categoria de Melhor Vídeo de Rock, a qual perdeu para "Paradise", da banda britânica Coldplay. A segunda para a de Melhores Efeitos Especiais, a qual foi perdida para "First of the Year (Equinox)", do produtor norte-americano Skrillex. O canal Fuse TV realizou em 2012 uma enquete, e o videoclipe foi classificado como décimo primeiro dentre quarenta melhores do ano.

### Concurso
Depois do lançamento do vídeo musical, a banda e a Warner Bros. Records realizaram um concurso. Nele os fãs tiveram a oportunidade de criar um vídeo para a canção no qual poderiam utilizar fragmentos do original, além de aplicar sua "criatividade e originalidade". Em 6 de julho de 2012 foi revelado o vencedor na MTV. Escolhido pela própria banda, sua gravadora e a Genero.tv, os vitoriosos foram uma equipe canadense composta por Alex Draghicescu, Greg Crompton, Tamsin Baker, Robert Allison, Ashley Summers e Greg Gillespie, que receberam um prêmio de 5 mil dólares.

## Faixas e formatos
"Burn It Down" foi comercializada em um extended play (EP) voltado para Europa, com faixas do repertório anterior do Linkin Park gravadas ao vivo. No Japão, foi distribuída como um CD single contendo o mesmo alinhamento do anterior, exceto a última faixa.
| CD single europeu |                            |         |  |
| N.º               | Título                     | Duração |  |
| 1.                | "Burn It Down"             | 3:51    |  |
| 2.                | "New Divide" (ao vivo)     | 4:29    |  |
| 3.                | "In the End" (ao vivo)     | 3:39    |  |
| 4.                | "What I've Done" (ao vivo) | 4:04    |  |

| CD single japonês |                        |         |  |
| N.º               | Título                 | Duração |  |
| 1.                | "Burn It Down"         | 3:51    |  |
| 2.                | "New Divide" (ao vivo) | 4:29    |  |
| 3.                | "In the End" (ao vivo) | 3:39    |  |

## Desempenho comercial
"Burn It Down" obteve uma boa recepção comercial em todo o mundo. Na América do Norte, a canção conseguiu entrar em várias paradas no Canadá e nos Estados Unidos. Na semana de 5 de maio de 2012, o single estreou na 30.ª posição na Billboard Hot 100, sendo a sua posição máxima. A canção também entrou na décima primeira posição na Digital Songs com aproximadamente 115 mil vendas digitais, marcando a segunda melhor estreia da semana atrás de "Payphone" de Maroon 5. Na mesma semana, ele entrou nas tabelas da Alternative Songs e na Hot Rock & Alternative Songs nas posições de número seis e dois, atingindo a marca de 12 milhões de ouvintes em 119 rádios. Na Alternative Songs, a canção atingiu o topo da tabela em 4 de agosto de 2012, onde permaneceu por uma semana. Dessa forma, tornou-se a décima primeira canção número um da banda naquela tabela. Da mesma forma, na Hot Rock & Alternative Songs obteve o número um e permaneceu naquela posição durante onze semanas não consecutivas. Posteriormente a canção entrou na Mainstream Top 40 e Adult Top 40 alcançando as posições vinte e quatro e dezessete, respectivamente. Em fevereiro de 2013, a Recording Industry Association of America (RIAA) deu uma certificação de platina depois de mais de um milhão de downloads digitais. Posteriormente, em 23 de junho de 2022, a canção obteve a sua certificação de platina tripla. No Canadá, também teve uma boa recepção, alcançando a posição de número trinta e três no Canadian Hot 100 e ficando por 20 semanas nessa tabela.
Na Europa, a canção foi um grande sucesso. Na Alemanha, atingiu a segunda posição na German Singles Chart e permaneceu nessa tabela por seis semanas. Também se tornou a melhor posição da banda nesse país, batendo "Numb/Encore", "What I've Done" e "New Divide", que atingiram a quarta posição. Devido ao seu sucesso, foi certificado como disco de platina pela BVMI ao vender mais de 300 mil cópias. Na Áustria, a faixa estreou na décima oitava posição na Ö3 Austria Top 40. Em sua décima semana ele alcançou a posição número dez. Nesse país, a Federação Internacional da Indústria Fonográfica (IFPI) certificou-o com um disco de ouro depois de vender mais de 15 mil cópias. Na região de Flandres, na Bélgica, atingiu a posição de número seis na Ultratip 50, enquanto na região da Valônia alcançou a 20.ª posição. Depois de oito anos, a banda entrou pela terceira vez na Hitlisten da Dinamarca na 37.ª posição. Na Escócia, estreou na posição 28, na semana de 22 de abril de 2012. No Reino Unido, a canção estreou na UK Singles Chart e UK Digital Chart na posição vinte e sete e trinta e um, respectivamente. Também alcançou o primeiro lugar na UK Rock Chart. Por outro lado, na Suíça alcançou a 12.ª posição e recebeu um disco de platina depois de vender 30 mil cópias. Em outros locais pelo mundo, como no Japão, a faixa atingiu a 7.ª colocação na Japan Hot 100. Já no Brasil, a obra alcançou a 71.ª posição na Billboard Brasil Hot 100; foi a canção mais tocada da banda nas rádios do país desde 2012, afrente de "In the End", "Castle of Glass" e "Numb".
Nas tabelas de fim de ano de 2012, a canção ficou em número cem na Billboard Hot 100, oitenta e nove na Mainstream Top 40, três na Hot Rock & Alternative Songs, dez na Alternative Airplay e doze na Mainstream Rock. Na Europa, terminou o ano na 20.ª posição na Alemanha, 49.ª na Áustria, 96.ª na região de Valônia da Bélgica e na 59.ª posição na Suíça.

## Desempenho nas tabelas musicais
| Tabelas musicais (2012)                       | Melhor posição |
| --------------------------------------------- | -------------- |
| Alemanha (Singles Chart)                      | 2              |
| Austrália (ARIA Charts)                       | 41             |
| Áustria (Ö3 Austria Top 40)                   | 10             |
| Bélgica (Ultratop 40 Valônia)                 | 20             |
| Bélgica (Ultratop 50 Flandres)                | 6              |
| Brasil (Billboard Brasil Hot 100)             | 71             |
| Brasil (Billboard Brasil Hot Pop)             | 27             |
| Canadá (Canadian Hot 100)                     | 33             |
| Dinamarca (Hitlisten)                         | 37             |
| Escócia (Official Charts Company)             | 28             |
| Espanha (PROMUSICAE)                          | 43             |
| Estados Unidos (Adult Top 40)                 | 17             |
| Estados Unidos (Alternative Airplay)          | 1              |
| Estados Unidos (Billboard Hot 100)            | 30             |
| Estados Unidos (Hot Rock & Alternative Songs) | 1              |
| Estados Unidos (Mainstream Rock)              | 1              |
| Estados Unidos (Mainstream Top 40)            | 24             |
| Estados Unidos (Rock & Alternative Airplay)   | 1              |
| França (SNEP)                                 | 47             |
| Irlanda (Irish Singles Chart)                 | 43             |
| Japão (Japan Hot 100)                         | 7              |
| Luxemburgo (Digital Songs)                    | 1              |
| México (Billboard Mexican Airplay)            | 50             |
| Nova Zelândia (RIANZ)                         | 13             |
| Países Baixos (MegaCharts)                    | 59             |
| Polônia (Polish Music Charts)                 | 1              |
| Reino Unido (Official Charts Company)         | 27             |
| Reino Unido (UK Rock Chart)                   | 1              |
| Suíça (Swiss Music Charts)                    | 12             |

| Tabelas musicais (2012)                       | Posição |
| --------------------------------------------- | ------- |
| Alemanha (Singles Chart)                      | 20      |
| Áustria (Ö3 Austria Top 40)                   | 49      |
| Bélgica (Ultratop 40 Valônia)                 | 96      |
| Estados Unidos (Alternative Airplay)          | 10      |
| Estados Unidos (Billboard Hot 100)            | 100     |
| Estados Unidos (Hot Rock & Alternative Songs) | 3       |
| Estados Unidos (Mainstream Rock)              | 12      |
| Estados Unidos (Mainstream Top 40)            | 89      |
| Suíça (Swiss Music Charts)                    | 59      |

## Certificações
| Alemanha (BVMI) | Platina    | 300 000^       |
| Áustria (IFPI) | Ouro       | 15 000*        |
| Dinamarca (IFPI Dinamarca) | Ouro       | 900 000 (St.)† |
| Estados Unidos (RIAA) | 3× Platina | 3 000 000‡     |
| Itália (FIMI) | Platina    | 30 000*        |
| Reino Unido (BPI) | Prata      | 200 000‡       |
| Suíça (IFPI) | Platina    | 30 000^        |
| * Número de vendas definido com base apenas no nível de certificação. ^ Número de embarques definido com base apenas no nível de certificação. ‡ Número de vendas + streaming definido com base apenas no nível de certificação. † Número somente de streaming definido com base apenas no nível de certificação. |            |                |

## Créditos e pessoal
Créditos adaptados através do Tidal.
Linkin Park
- Chester Bennington – vocais
- Mike Shinoda – rapper, sintetizador, teclado, vocais de apoio
- Brad Delson – guitarra elétrica, vocais de apoio
- Dave "Phoenix" Farrell – baixo, vocais de apoio
- Joe Hahn – toca-discos, sampler, vocais de apoio
- Rob Bourdon – bateria

Produção
- Rick Rubin – produção
- Mike Shinoda – produção, engenharia de som
- Brad Delson – produção adicional
- Ethan Mates – engenharia de som
- Andrew Hayes – assistência técnica
- Jerry Johnson – técnico de bateria
- Ryan DeMarti – coordenação de produção
- Manny Marroquin – mixagem
- Chris Gallandm Del Bowers – assistente de mixagem
- Brian "Big Bass" Gardner – masterização de áudio